# Vaasa

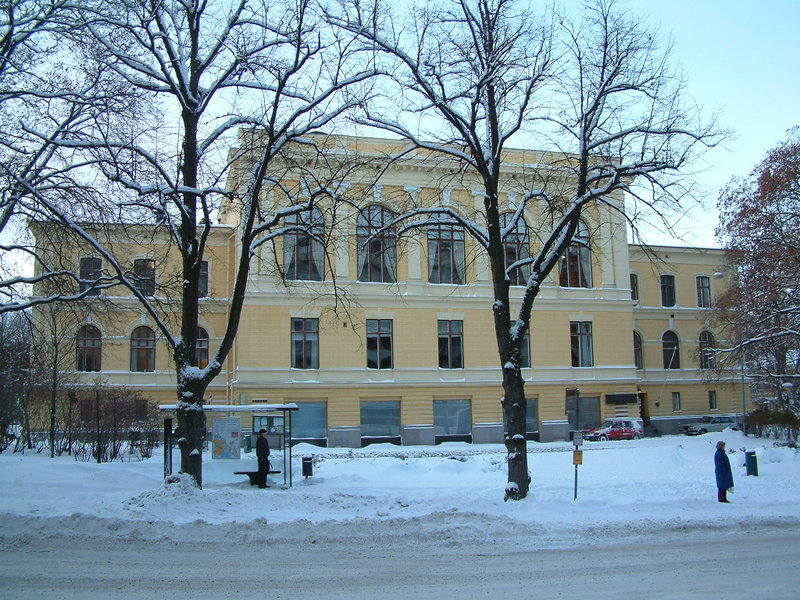
Ratusz

Vaasa (szwed. Vasa) − miasto w zachodniej Finlandii, ośrodek administracyjny regionu Ostrobotnia, port handlowy i pasażerski nad Zatoką Botnicką. 59 232 mieszkańców (31.03.2010).

## Sport
- Vaasan Palloseura – klub piłkarski
- Vaasan Sport – klub hokejowy

## Współpraca międzynarodowa
Miastem partnerskim Vaasy jest miasto Schwerin w Niemczech.